# (114239) Bermarmi
(114239) Bermarmi es un asteroide perteneciente al cinturón de asteroides, descubierto el 21 de noviembre de 2002 por James Whitney Young desde el Observatorio de Table Mountain, Wrightwood (California), Estados Unidos.

## Designación y nombre
Designado provisionalmente como 2002 WN. Fue nombrado en memoria de Bernard (1911-1988) y Mary (1912-1996), padres del descubridor, y en honor de su hermano Michael (n. 1937).

## Características orbitales
(114239) Bermarmi está situado a una distancia media del Sol de 2,626 ua, pudiendo alejarse hasta 2,961 ua y acercarse hasta 2,292 ua. Su excentricidad es 0,127 y la inclinación orbital 11,691 grados. Emplea 1554,73 días en completar una órbita alrededor del Sol.

## Características físicas
La magnitud absoluta de (114239) Bermarmi es 15,47.